# Blanchardiscus pollux
Blanchardiscus pollux är en stekelart som beskrevs av John S. Noyes 2004. Blanchardiscus pollux ingår i släktet Blanchardiscus och familjen sköldlussteklar.
Artens utbredningsområde är:
- Belize.
- Costa Rica.

Inga underarter finns listade.